# 임균
임균(淋菌, Neisseria gonorrhoeae)은 커피빈 모양의 그람 음성 쌍구균으로, 성병 임질을 일으키는 역할을 한다.
이 균은 1879년 앨버트 나이서에 의해 처음 기술되었다.

## 게놈
여러 변형 임균의 게놈이 나열되고 있다. 대부분은 약 2.1 Mb 크기로, 2,100~2,600개의 단백질 변환을 수반한다. (그러나 대부분은 낮은 범위인 것으로 보임)

## 전파
임균은 성교 중에 사람 대 사람으로 전파된다. 전통적으로 이 병균은 정자에 부착되어 옮겨지는 것으로 간주되었으나 이 가설은 이 질병의 여성 대 남성 전파를 설명하지 못한다.

## 질병
임균 감염 증상은 감염 지역에 따라 다르다. 감염 남성의 10%와 감염 여성의 80%가 무증상이다.

## 같이 보기
- 임질